# Gauliga Sachsen 1943/44
De Gauliga Sachsen 1943/44 was het elfde voetbalkampioenschap van de Gauliga Sachsen.  Dresdner SC werd met grote voorsprong kampioen en plaatste zich voor de eindronde om de Duitse landstitel, waar de club de landstitel verlengde. Er degradeerden geen clubs omdat de competitie het volgende seizoen in groepen verdeeld werd.

## Eindstand
| Plaats | Club                   | Wed. | W  | G | V  | Saldo  | Ptn.  |
| ------ | ---------------------- | ---- | -- | - | -- | ------ | ----- |
| 1.     | Dresdner SC            | 18   | 16 | 0 | 2  | 102:17 | 32:40 |
| 2.     | SG Zwickau             | 18   | 12 | 0 | 6  | 55:37  | 24:12 |
| 3.     | BC 1913 Hartha         | 18   | 10 | 1 | 7  | 52:64  | 21:15 |
| 4.     | Chemnitzer BC          | 18   | 9  | 1 | 8  | 52:47  | 19:17 |
| 5.     | Döbelner SC            | 18   | 8  | 1 | 9  | 51:59  | 17:19 |
| 6.     | Riesaer SV             | 18   | 8  | 0 | 10 | 40:44  | 16:20 |
| 7.     | Planitzer SC           | 18   | 7  | 1 | 10 | 40:46  | 15:21 |
| 8.     | KSG Tura/SpVgg Leipzig | 18   | 7  | 0 | 11 | 43:61  | 14:22 |
| 9.     | SV Fortuna Leipzig     | 18   | 6  | 2 | 10 | 39:57  | 14:22 |
| 10.    | VfB Leipzig            | 18   | 4  | 0 | 14 | 31:73  | 08:28 |

|  | Kampioen, geplaatst voor nationale eindronde |